# Гривистый замбар
Гривистый замбар (лат. Rusa timorensis) — млекопитающее семейства оленевых.

## Описание
Самцы крупнее самок. Самцы обычно весят до 150 кг, в то время как самки весят около 74 кг. Самец имеет рога лировидной формы с тремя отростками, вес которых составляет около 2,5 кг.
Окраска грубой на вид шерсти серовато-коричневого цвета. Уши округлые и широкие. конечности относительно короткие.

## Ареал и места обитания
Вид встречается на большинстве островов Юго-Восточной Азии. Эндемик Индонезии (Бали, Ява) был завезён на Борнео, Малые Зондские острова, Молуккские острова, Папуа, Сулавеси. Кроме того ввезён в такие страны, как Австралия, Бразилия, Малайзия, Маврикий, Новая Каледония, Новая Зеландия, Папуа-Новая Гвинея, Реюньон, Таиланд, Восточный Тимор. Населяет главным образом лиственные леса, плантации и пастбища, любит опушки.

## Образ жизни
Ведёт в основном ночной образ жизни, но может пастись и в течение дня. Во время брачного сезона самцы украшают свои рога травой и ветками, чтобы привлечь внимание самок и запугать конкурентов. Самцы крайне шумные и агрессивные по отношению друг к другу. Самцы и самки большую часть года живут отдельно, за исключением брачного сезона. Молодые телята остаются со своими матерями, пока не достигнут половой зрелости. Они общительны, как правило, находясь в стаде. Для коммуникации используют химические и визуальные сигналы и звуки. Питаются в первую очередь травой и листьями. Вероятно не пьют воду, потому что получают жидкость из травы и листьев. Основными естественными врагами являются настоящие крокодилы, питоны и комодский варан.

## Размножение
Как и другие виды оленей, гривистый замбар имеют полигамную систему спаривания, самцы конкурируют за доступ к самкам. Период беременности составляет 8 месяцев. Рождается 1 телёнок, редко 2. Размножение происходит в течение всего года с пиком в июле и сентябре. Новорождённые остаются с матерью. Отлучение от молока матери длится от 6 до 8 месяцев. Эти олени достигают половой зрелости в возрасте от 18 до 24 месяцев. Живут от 15 до 20 лет в дикой природе и в неволе. Очень редко продолжительность жизни составляет более 20 лет.

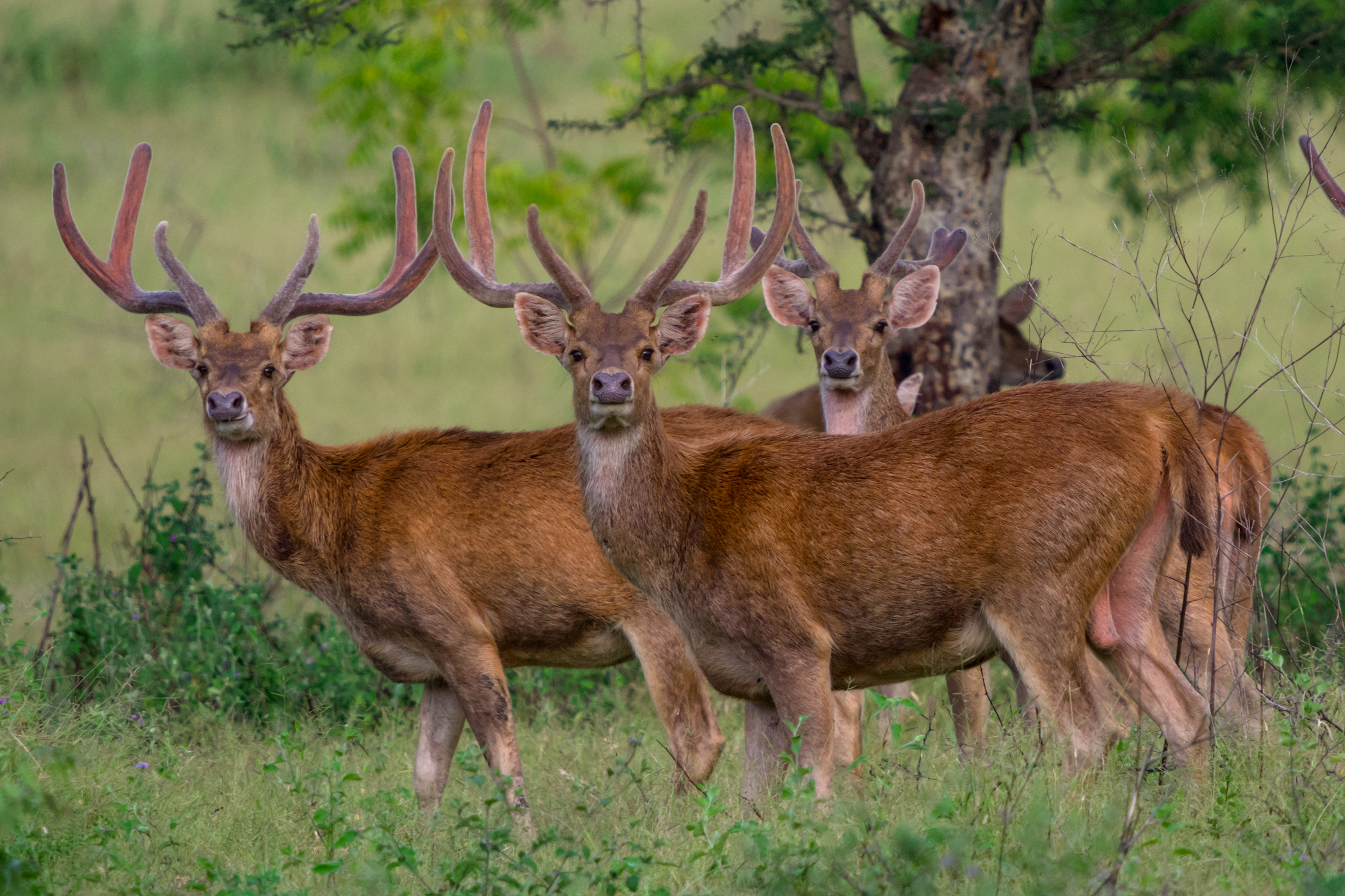

## Охрана
На замбаров охотятся ради мяса, получения лекарственных средств и ремесленных изделий. Вид имеет сильно фрагментированный ареал, который уменьшается в течение многих веков. Было создано много природоохранных территорий во время голландского колониального периода. После проведения Всемирной конференции Парков в 1982 году, в Индонезии началось более структурированное природоохранное планирование, финансируемое Всемирным банком и другими донорами. Вид встречается в нескольких природоохранных территориях на Яве и полностью защищён индонезийским законодательством.